# 登記統一文字
登記統一文字（とうきとういつもじ）は、戸籍統一文字を拡張した文字集合である。詳細は非公開であるが登記情報システムで使用される文字である。

## 概要
各文字には10進数8桁の登記統一文字番号が付与される。登記統一文字は、戸籍統一文字と登記固有文字で構成される。
- 戸籍統一文字の登記統一文字番号は、戸籍統一文字コード(6桁)の先頭に00を追加して8桁に拡張する[2]。
- 登記固有文字の登記統一文字番号は、先頭01で始まる8桁の番号とする（と推定される）[2]。
- 文字数は戸籍統一文字56,040字＋登記固有文字12,027字の合計68,067字である[2]。
- 漢字の数は戸籍統一文字の漢字55,267字＋登記固有文字の漢字10,330字の合計65,597字である[3]。
- 登記固有文字の漢字で住基統一文字にある漢字が1,092文字ある[2][3]。
- 登記固有文字の漢字で住基統一文字にない漢字が9,238文字ある[3]。
- 登記固有文字の多くは異体字（誤字・俗字）である。[2]
- 登記固有文字には日本以外の地域で使われている漢字が含まれている。（漢字文化圏出身の在留者・居住者の氏名等）[2]
- 登記固有文字には符号・記号等、平仮名・片仮名・仮名合字、変体仮名などの「非漢字」が1,697字含まれている。[2]